# Coppa della Germania Est 1968-1969
La Coppa della Germania Est 1968-69 fu la diciottesima edizione della competizione.

## 1º turno
11 agosto 1968.
| Casa                            |   | Trasferta                      | Risultato |
| ------------------------------- | - | ------------------------------ | --------- |
| BFC Dynamo II*                  | – | BSG Post Neubrandenburg        | 3–1       |
| BSG Chemie Veritas Wittenberge* | – | SG Lichtenberg 47              | 6–1       |
| BSG Post Neubrandenburg II*     | – | FC Hansa Rostock II            | 2–3       |
| BSG Motor Ludwigsfelde*         | – | SG Dynamo Schwerin             | 0–2       |
| SG Dynamo Frankfurt/Oder*       | – | BSG Lokomotive Stendal         | 1–5       |
| BSG Motor Grimma*               | – | BSG Aktivist Karl-Marx Zwickau | 3–2       |
| ASG Vorwärts Cottbus II*        | – | BSG Motor Hennigsdorf          | 2–5       |
| BSG Lokomotive Halberstadt*     | – | SG Dynamo Eisleben             | 2–3       |
| SG Dynamo Dresden II*           | – | ASG Vorwärts Leipzig           | 0–1       |
| BSG Chemie Buna Schkopau*       | – | FC Rot-Weiß Erfurt II          | 2–3       |
| BSG Motor Gotha*                | – | ASG Vorwärts Meiningen         | 2–4       |
| SG Blau-Weiß Reichenbach*       | – | FSV Lokomotive Dresden         | 2–1       |
| BSG Chemie Schwarza*            | – | BSG Motor Wema Plauen          | 0–1 dts   |
| SG Dernbach*                    | – | BSG Wismut Gera                | 1–4       |
| BSG Einheit Greifswald*         | – | ASG Vorwärts Neubrandenburg    | 2–2 dts   |
| BSG Motor Bautzen               | – | SG Dynamo Dresden              | 0–3       |
| BSG Motor Babelsberg            | – | Energie Cottbus                | 2–1       |
| TSG Wismar                      | – | ASG Vorwärts Stralsund         | 0–1 dts   |
| SC Fortschritt Weißenfels       | – | FC Carl Zeiss Jena II          | 0–2       |
| BSG Aktivist Schwarze Pumpe     | – | BSG Stahl Eisenhüttenstadt     | 2–1       |
| BSG Motor Köpenick              | – | ASG Vorwärts Cottbus           | 1–0       |
| BSG Motor Weimar                | – | BSG Motor Steinach             | 1–1 dts   |
| BSG Motor Eisenach              | – | BSG Chemie Zeitz               | 2–0       |

### Ripetizioni
| Casa                        |   | Trasferta               | Risultato |
| --------------------------- | - | ----------------------- | --------- |
| BSG Motor Steinach          | – | BSG Motor Weimar        | 2–0       |
| ASG Vorwärts Neubrandenburg | – | BSG Einheit Greifswald* | 4–3       |

qualificato d'ufficio: BSG Chemie Premnitz

## Turno intermedio
7 ottobre 1968.
| Casa                            |   | Trasferta              | Risultato |
| ------------------------------- | - | ---------------------- | --------- |
| BSG Chemie Veritas Wittenberge* | – | Berliner FC Dynamo II* | 0–4       |
| SG Blau-Weiß Reichenbach*       | – | BSG Motor Eisenach     | 1–1 dts   |
| BSG Motor Babelsberg            | – | BSG Wismut Gera        | 0–1       |
| ASG Vorwärts Meiningen          | – | FC Rot-Weiß Erfurt II  | 1–0 ^^    |
| BSG Aktivist Schwarze Pumpe     | – | ASG Vorwärts Leipzig   | 2–0       |
| ASG Vorwärts Stralsund          | – | BSG Chemie Premnitz    | 0–0 dts   |

^^Giocata a Suhl.

### Ripetizioni
| Casa                |   | Trasferta                | Risultato |
| ------------------- | - | ------------------------ | --------- |
| BSG Motor Eisenach  | – | SG Blau-Weiß Reichenbach | 2–0       |
| BSG Chemie Premnitz | – | ASG Vorwärts Stralsund   | 1–2 dts   |

## 2º turno
16 novembre 1968.
| Casa                        |   | Trasferta                | Risultato |
| --------------------------- | - | ------------------------ | --------- |
| BSG Motor Grimma*           | – | FC Carl Zeiss Jena       | 1–1 dts   |
| Berliner FC Dynamo II*      | – | SG Dynamo Dresden        | 1–2       |
| ASG Vorwärts Neubrandenburg | – | 1. FC Magdeburg          | 0–6       |
| FC Carl Zeiss Jena II       | – | HFC Chemie               | 1–5       |
| SG Dynamo Eisleben          | – | BSG Wismut Aue           | 2–3 dts   |
| ASG Vorwärts Meiningen      | – | BSG Sachsenring Zwickau  | 2–3 dts   |
| SG Dynamo Schwerin          | – | FC Vorwärts Berlin       | 0–3       |
| ASG Vorwärts Stralsund      | – | Berliner FC Dynamo       | 1–1 dts   |
| BSG Motor Eisenach          | – | BSG Chemie Leipzig       | 0–0 dts   |
| FC Hansa Rostock II         | – | Union Berlino            | 1–1 dts   |
| BSG Motor Steinach          | – | FC Karl-Marx-Stadt       | 1–3 dts   |
| BSG Motor Hennigsdorf       | – | FC Hansa Rostock         | 2–0       |
| BSG Wismut Gera             | – | FC Rot-Weiß Erfurt       | 2–1       |
| BSG Motor Wema Plauen       | – | BSG Stahl Riesa          | 2–1       |
| BSG Aktivist Schwarze Pumpe | – | 1. FC Lokomotive Leipzig | 0–2       |
| BSG Motor Köpenick          | – | BSG Lokomotive Stendal   | 1–2       |

### Ripetizioni
| Casa               |   | Trasferta              | Risultato |
| ------------------ | - | ---------------------- | --------- |
| FC Carl Zeiss Jena | – | BSG Motor Grimma       | 10–1      |
| Berliner FC Dynamo | – | ASG Vorwärts Stralsund | 5–0       |
| BSG Chemie Leipzig | – | BSG Motor Eisenach     | 4–0       |
| 1. FC Union Berlin | – | FC Hansa Rostock II    | 3–1 dts   |

## Ottavi
1º dicembre 1968.
| Casa                  |   | Trasferta                | Risultato |
| --------------------- | - | ------------------------ | --------- |
| 1. FC Magdeburg       | – | BSG Sachsenring Zwickau  | 4–1       |
| BSG Wismut Gera       | – | HFC Chemie Halle         | 1–0       |
| BSG Motor Wema Plauen | – | BSG Chemie Leipzig       | 0–2       |
| SG Dynamo Dresden     | – | 1. FC Lokomotive Leipzig | 2–1       |
| FC Karl-Marx-Stadt    | – | BSG Wismut Aue           | 3–1       |
| 1. FC Union Berlin    | – | FC Carl Zeiss Jena       | 0–1       |
| BSG Motor Hennigsdorf | – | FC Vorwärts Berlin       | 0–2       |
| Berliner FC Dynamo    | – | BSG Lokomotive Stendal   | 1–0 dts   |

## Quarti
23 aprile 1969.
| Casa               |   | Trasferta          | Risultato |
| ------------------ | - | ------------------ | --------- |
| FC Vorwärts Berlin | – | FC Carl Zeiss Jena | 4–1       |
| Berliner FC Dynamo | – | SG Dynamo Dresden  | 3–0       |
| FC Karl-Marx-Stadt | – | BSG Wismut Gera    | 5–3       |
| BSG Chemie Leipzig | – | 1. FC Magdeburg    | 1–2       |

## Semifinali
8 maggio 1969.
| Casa               |   | Trasferta          | Risultato |
| ------------------ | - | ------------------ | --------- |
| FC Karl-Marx-Stadt | – | FC Vorwärts Berlin | 2–1       |
| Berliner FC Dynamo | – | 1. FC Magdeburg    | 1–2       |

## Finale
| Arbitro: | Hans-Joachim Schulz (Görlitz) |

|                                        |           |  |
| Ohm 28’, 60’ Walter 51’ Sparwasser 68’ | Marcatori |  |

| MAGDEBURG:   |  |                        |  |
|              |  |                        |  |
| GK           |  | Hans-Georg Moldenhauer |  |
| SW           |  | Manfred Zapf           |  |
| DF           |  | Günter Fronzeck        |  |
| DF           |  | Peter Sykora           |  |
| DF           |  | Jörg Ohm               |  |
| DF           |  | Rolf Retschlag         |  |
| MF           |  | Hermann Stöcker        |  |
| MF           |  | Wolfgang Seguin        |  |
| MF           |  | Wolfgang Abraham       |  |
| FW           |  | Jürgen Sparwasser      |  |
| FW           |  | Joachim Walter         |  |
| Manager:     |  |                        |  |
| Heinz Krügel |  |                        |  |

| FC KARL-MARX-STADT: |  |                         |     |
|                     |  |                         |     |
| GK                  |  | Joachim Gröper          | 63’ |
| DF                  |  | Albrecht Müller         |     |
| DF                  |  | Eberhard Schuster       |     |
| DF                  |  | Fritz Feister           |     |
| DF                  |  | Peter Müller            |     |
| MF                  |  | Friedrich-Wilhelm Göcke |     |
| MF                  |  | Rolf Steinmann          |     |
| MF                  |  | Dieter Erler            |     |
| FW                  |  | Gotthard Zölfl          | 46’ |
| FW                  |  | Manfred Lienemann       |     |
| FW                  |  | Everhard Vogel          |     |
| Substitutes:        |  |                         |     |
| GK                  |  | Manfred Kaschel         | 63’ |
| FW                  |  | Karl-Heinz Zeidler      | 46’ |
| Manager:            |  |                         |     |
| Bringfried Müller   |  |                         |     |

## Campioni
| Coppa della Germania Est 1968-69 |
| -------------------------------- |
| 1. FC Magdeburg Terzo titolo     |